# 峨眉獐牙菜
峨眉獐牙菜（学名：Swertia emeiensis）为龙胆科獐牙菜属下的一个种。产于中國云南西北部、四川西南部。生于海拔2600-4000米的山坡上。
其种加词“emeiensis”意为“四川峨眉山的”。